# 永田文治
永田 文治（ながた ふみはる、1948年7月31日 - 2025年8月8日）は、日本の実業家。鹿児島銀行頭取、会長、相談役を歴任。

## 人物
鹿児島県鹿屋市出身。1972年3月鹿児島大学法文学部卒業、4月鹿児島銀行入行。取締役法人推進部長、取締役営業支援部長、取締役審査部長、常務取締役を経て、2006年6月鹿児島銀行代表取締役頭取に就任。14年ぶりの生え抜きの頭取となった（前頭取大野芳雄は日銀出身）。2010年6月取締役会長に就任。2013年6月相談役に就任。
南九州の農業や関連産業を支援するため、2008年に頭取として、民間だけで構成する農業ファンドとしては全国初となるアグリクラスターファンドを設立した。会長就任後は、鹿児島経済同友会の代表幹事として鶴丸城（鹿児島城）の御楼門復元に取り組み、寄付金集めを担った。
2025年8月8日、病気のため死去。77歳没。

## 論文
永田文治 (2006-12). “鹿児島銀行 永田文治 頭取 農業を核にしたアグリクラスター構想で活性化”. 財界九州 (福岡: 財界九州社) 47 (12):  pp.86-89.